# Retroculus
Retroculus ist eine Gattung südamerikanischer Buntbarsche. Der wissenschaftliche Name spielt auf die im Vergleich zu anderen Buntbarschen weit hinten liegenden Augen an (Lat.: retro = rückwärts; oculus = Auge). 

## Merkmale
Retroculus-Arten werden 14 bis 20 Zentimeter lang. Ihre Gestalt ist ähnlich der der geophaginen Buntbarschgattungen Geophagus und Satanoperca. Der Kopf ist groß und wirkt bullig, das dicklippige Maul läuft spitz zu. Die Augen sitzen weit hinten und oben. Die Farbe der Fische ist grünlich bis bräunlich. Kopf und Rumpf sind mit metallisch glänzenden Punkten und Linien gemustert. Im hinteren Teil der Rückenflosse befindet sich ein schwarzer Fleck. Die Schwanzflosse zeigt bei zwei Arten deutliche vertikale Streifen, bei Retroculus lapidifer ist sie ungestreift. Die Flossen sind nicht lang ausgezogen, nur der mittlere Flossenstrahl der breiten, kurzen Brustflossen ist verlängert. Die Schwimmblase ist zurückgebildet. Retroculus-Arten können dadurch nicht im Wasser schweben. Ruhend stützen sie sich mit den Bauchflossen auf dem Gewässerboden. Die Anzahl der Schuppen in einer mittleren Längsreihe (mLR) beträgt 34 bis 41. Die Bauchschuppen sind klein.
Flossenformel: Dorsale XIV–XVII/10–12, Anale III/6–7.
Plesiomorphien, die die Urtümlichkeit der Gattung zeigen, sind die fünf Sinnesporen am Unterkiefer, die sieben Sinnesporen auf dem Vorkiemendeckel, die Lippen, die denen afrikanischer Cichliden gleichen und die zahlreichen Kiemenreusenstrahlen (10 bis 15).

## Lebensweise
Retroculus-Arten leben in Klarwasserflüssen des Berglands von Guayana und des östlichen Brasilianischen Schilds in Stromschnellen und Bereichen mit starker Strömung. Sie suchen ihre Nahrung am Gewässerboden. Zuckmücken-, Köcherfliegen- und Eintagsfliegenlarven machen den größten Teil ihrer Ernährung aus.

## Fortpflanzung
Die Fortpflanzung ist nur wenig bekannt. Die Retroculus-Arten graben zur Fortpflanzungszeit eine Grube in den Gewässerboden, in die die Eier gelegt werden. Die Grube kann einen Durchmesser von einem halben Meter erreichen und wird nach der Eiablage mit größeren Kieseln bedeckt, um die Eier zu schützen. Beide Elternteile beteiligen sich an der Brutpflege. Beobachtungen in Aquarien reichen nicht über den ersten Tag nach der Eiablage hinaus, möglicherweise wurden die Eier danach von den Eltern gefressen.

## Systematik
Retroculus wurde ursprünglich der Buntbarschunterfamilie Geophaginae zugeordnet. Der schwedische Ichthyologe Sven O. Kullander stellt 1998 fest, dass die Gattung eine basale Position innerhalb der Neuwelt-Buntbarsche einnimmt und stellte die Gattung in eine eigene Unterfamilie, die Retroculinae.

## Arten und Verbreitung
Es gibt vier wissenschaftlich beschriebene Arten, die im nordöstlichen Südamerika vorkommen.
- Retroculus acherontos Landim et al., 2015, Einzugsgebiet des Rio Tocantins.
- Retroculus lapidifer (Castelnau, 1855), 20 cm, Südost-Amazonien (Einzugsgebiet des Rio Tocantins und des Rio Araguaia).
- Retroculus septentrionalis Gosse, 1971, 20 cm, Oyapock zwischen Französisch-Guyana und Brasilien.
- Retroculus xinguensis Gosse, 1971, 14 cm, Rio Xingu.

Zwei weitere Arten aus dem Rio Tapajós und dem Rio Tocantins sind noch unbeschrieben.